# Caleb T. Winchester
Caleb Thomas Winchester (* 1847; † 1920) war ein US-amerikanischer Literaturwissenschaftler.
Winchester schloss 1872 sein Studium an der Wesleyan University, Middletown (Connecticut) ab und wurde dort 1873 bis zu seinem Tode Professor für englische Literatur und Rhetorik. 1869 wurde er Leiter der Universitätsbibliothek. Dieser Posten trägt heute nach ihm den Namen „Caleb T. Winchester University Librarian“. Auch der „Caleb T. Winchester Award for Excellence as a Scholar-Teacher“ der Psi Upsilon Fraternity ist nach ihm benannt.

## Werke
- Some Principles of Literary Criticism, 1899
- The Life of John Wesley, 1906
- A Group of English Essayists, 1910
- Five Short Courses of Reading in English literature, 1912